# Jean Baptiste Ferrand
Pour les articles homonymes, voir Ferrand.
Jean Baptiste Ferrand est un négociant et armateur français né vers 1769 et décédé le 13 ventôse An VII (3 mars 1799) à Bordeaux.

## Biographie
Jean-Baptiste Ferrand est le propriétaire du bateau corsaire "La Dorade" qui s'illustre dans la Manche en 1796. Il demeure au 42 rue des Carmes à Bordeaux (aujourd'hui rue de Canihac). Il figure en 1801 sur la liste des négociants bordelais publiée dans l'Annuaire général de la préfecture de la Gironde de l'An X de la République, (Bordeaux, 1801, p122) ainsi que, l'année suivante, dans le Calendrier de la Gironde pour l'An XI bissextile (Bordeaux, 1802, p 160); Archives Municipales de Bordeaux, 14 Ca.5 et 27 Ca.1.
Sa fille, Françoise Ferrand dite Jeanne Clara, née le 4 septembre 1796 à Bordeaux, épouse Pierre-Édouard Gautier Dagoty le 24 juin 1812 à Bordeaux. Elle décède le 21 janvier 1891, à Caudéran (aujourd’hui commune de Bordeaux).